# Présence officielle au bâton
Ne pas confondre avec Passage au bâton.

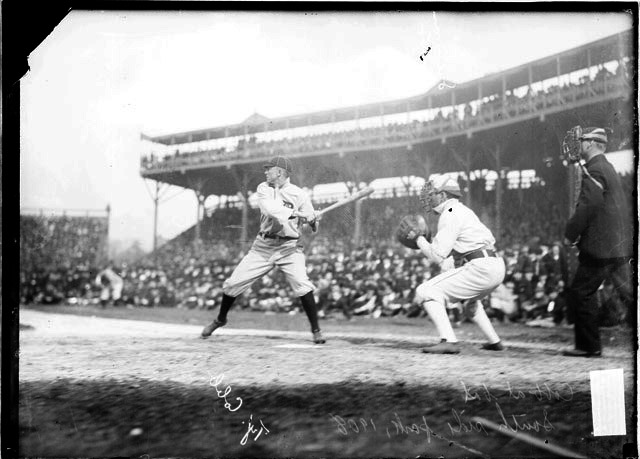
Le légendaire Ty Cobb est au bâton en 1908.

Le nombre de présences officielles au bâton est une statistique au baseball. Il indique le nombre de fois où un joueur de baseball est frappeur, mais c'est une définition plus restreinte que le simple total de passages au bâton puisqu'on y retranche certaines situations de jeu précises comme le but-sur-balles ou le sacrifice afin de ne pas affecter négativement les statistiques offensives du joueur.
En anglais, la statistique est appelée At bat. Dans cette langue comme en français, l'abréviation utilisée est AB.

## Description
Un passage au bâton est compté pour un joueur chaque fois qu'un premier tir du lanceur de l'équipe adverse lui est offert dans un match. Cependant, pour qu'une présence officielle au bâton soit enregistrée, il ne faut pas que ce passage en offensive se termine par l'une des situations suivantes :
- Le frappeur soutire un but-sur-balles
- Le frappeur est atteint par un lancer
- Il dépose un amorti-sacrifice
- Il réussit un ballon-sacrifice
- L'arbitre lui accorde le premier but si l'équipe en défensive (généralement le receveur) est coupable d'obstruction ou d'interférence
- La manche se termine sur un troisième retrait et le joueur retiré est non pas le frappeur mais un coéquipier se trouvant sur les buts comme coureur. En ce cas, le frappeur amorcera la manche suivante au bâton et ce sera à ce moment que l'on comptera une présence au bâton.

Si un frappeur est remplacé par un frappeur suppléant après que son passage en offensive ait été amorcé, le premier joueur à la plaque ne voit pas de présence officielle ou de passage au bâton ajouté à ses statistiques : celles-ci seront accordées au frappeur suppléant. Il y a une exception : si le frappeur a un compte de deux prises contre lui et que le frappeur suppléant est retiré sur une troisième prise, le retrait sur des prises et la présence officielle au bâton sont ajoutés à la fiche du premier joueur (donc celui ayant eu deux prises contre lui).
À l'opposé, une présence officielle au bâton est comptée lorsque :
- Le frappeur réussit un coup sûr
- Il atteint les buts sur une erreur de la défensive adverse
- Il est sauf sur un choix défensif (ou optionnel)
- Il est retiré de n'importe quelle manière sauf sur un amorti-sacrifice ou un ballon-sacrifice

## Comme statistique
Le nombre de présences officielles au bâton est une statistique qui apprend peu de choses sur la qualité d'un joueur, sinon sa longévité ou le fait qu'il ait été appelé à frapper un grand nombre de fois. Cependant, la statistique est nécessaire pour calculer certaines moyennes qui, elles, constituent de bons indicateurs de la qualité du joueur : la moyenne au bâton, la moyenne de puissance et la moyenne de présence sur les buts.

## Règlement
La présence officielle au bâton est définie dans l'article 10.02 a. 1 des règlements officiels de la Ligue majeure de baseball.
En 1887, la Ligue majeure compta, pour une année, les buts-sur-balles comme des coups sûrs. En résulta un nombre appréciable de joueurs avec des moyennes au bâton plus élevées que la normale, dont certaines représenteraient des records s'ils étaient reconnus comme tels. La ligue abandonna cette expérience après un an.

## Records des Ligues majeures de baseball
Mis à jour après la saison 2013.
En gras, les joueurs en activité.

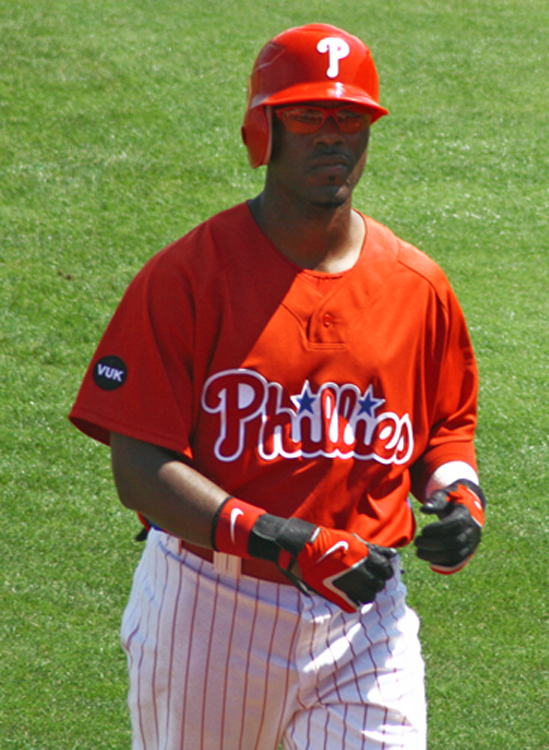
Jimmy Rollins établit l'actuel record de 716 présences officielles au bâton en 2007 avec Philadelphie.

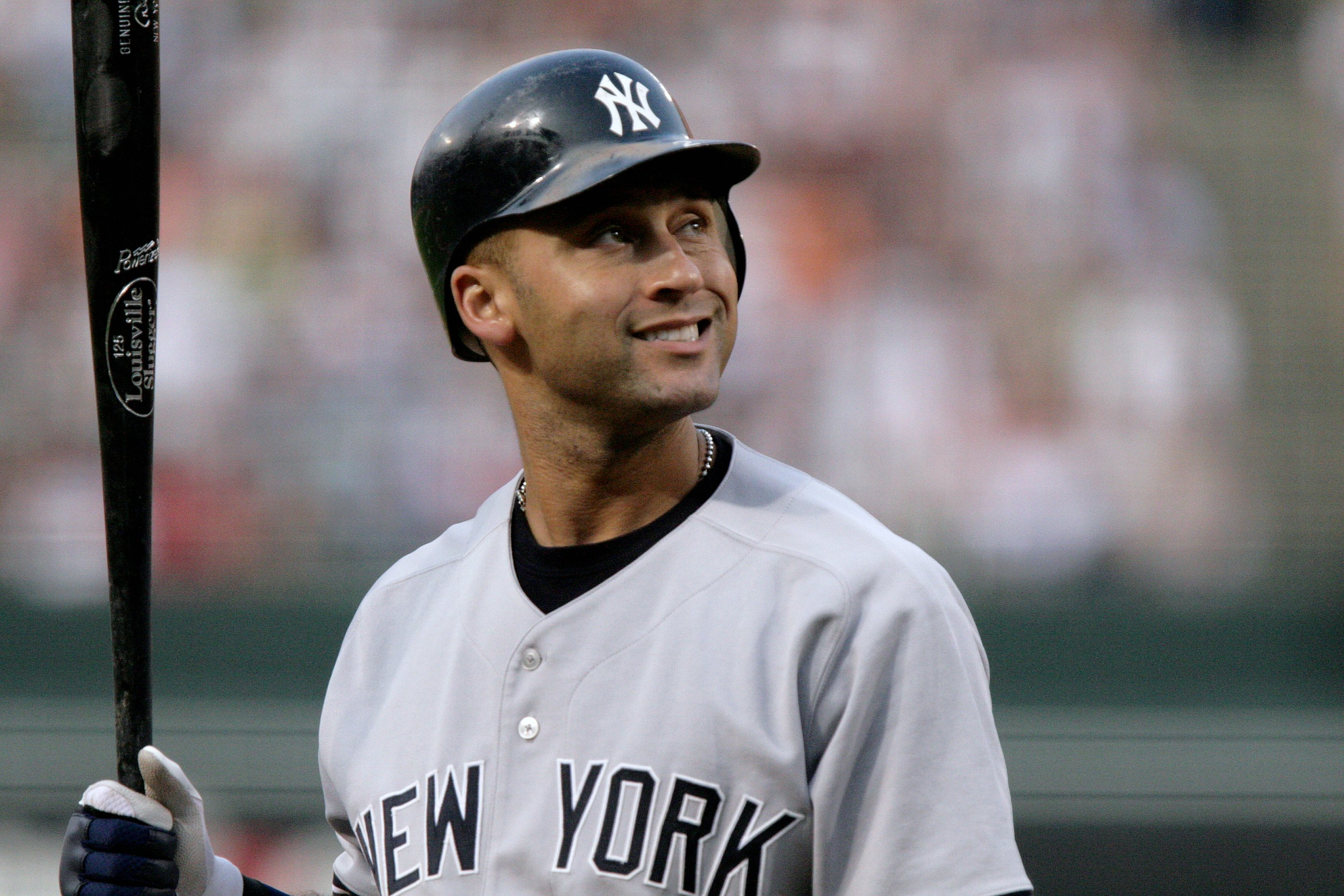
Derek Jeter mène en 2013 les joueurs en activité de la MLB pour les présences officielles au bâton et les passages au bâton.

- Présences officielles en carrière  :

| Rang | Joueur           | Présences officielles | Passages au bâton | Moyenne au bâton | Saisons   |
| ---- | ---------------- | --------------------- | ----------------- | ---------------- | --------- |
| 1    | Pete Rose        | 14 053                | 15 861            | ,303             | 1963-1986 |
| 2    | Hank Aaron       | 12 364                | 13 940            | ,305             | 1954-1976 |
| 3    | Carl Yastrzemski | 11 988                | 13 991            | ,285             | 1961-1983 |
| 4    | Cal Ripken       | 11 551                | 12 883            | ,276             | 1981-2001 |
| 5    | Ty Cobb          | 11 434                | 13 068            | ,366             | 1905-1928 |

- Présences officielles en une saison :

| Rang | Joueur                | Présences officielles | Passages au bâton | Moyenne au bâton | Saison    | Équipe        |
| ---- | --------------------- | --------------------- | ----------------- | ---------------- | --------- | ------------- |
| 1    | Jimmy Rollins         | 716                   | 778               | ,296             | 2007      | Phillies      |
| 2    | Willie Wilson         | 705                   | 745               | ,326             | 1980      | Royals        |
| 3    | Ichiro Suzuki         | 704                   | 762               | ,372             | 2004      | Mariners      |
| 4    | Juan Samuel           | 701                   | 737               | ,272             | 1984      | Phillies      |
| 5    | Dave Cash Juan Pierre | 699                   | 766 750           | ,305 ,292        | 1975 2006 | Phillies Cubs |

- Meneurs parmi les joueurs en activité :

| Rang | Joueur         | Présences officielles | Passages au bâton | Moyenne au bâton | Saisons     |
| ---- | -------------- | --------------------- | ----------------- | ---------------- | ----------- |
| 1    | Derek Jeter    | 10 164                | 11 968            | ,312             | depuis 1995 |
| 2    | Alex Rodriguez | 9 818                 | 11 344            | ,299             | depuis 1994 |
| 3    | Ichiro Suzuki  | 8 605                 | 9 278             | ,319             | depuis 2001 |
| 4    | Adrián Beltré  | 8 596                 | 9 387             | ,282             | depuis 1998 |
| 5    | Miguel Tejada  | 8 434                 | 9 205             | ,285             | depuis 1997 |